# 2020년 하계 올림픽 슬로베니아 선수단
2020년 하계 올림픽 슬로베니아 선수단은 2021년 일본 도쿄에서 열린 2020년 하계 올림픽에 참가한 올림픽 슬로베니아 선수단이다.
슬로베니아는 2020년 도쿄 하계 올림픽에 출전했다. 원래 2020년 7월 24일부터 8월 9일까지 열릴 예정이었던 올림픽은 코로나19 범유행으로 인해 2021년 7월 23일부터 8월 8일로 연기되었다. 이는 한국이 독립 국가로서 8년 연속 하계 올림픽에 출전하는 것이었다. 슬로베니아 선수들은 카누 선수 벤자민 사브셰크, 로드 레이싱 사이클 선수 프리모즈 로글리치, 스포츠 클라이머 잔자 가른브렛이 획득한 3개의 금메달을 포함해 5개의 메달을 획득했다. 3개의 금메달은 2000년에 2개의 금메달을 획득한 슬로베니아의 하계 올림픽 역대 최고 기록이다. 이번 올림픽에서는 토너먼트에서 4위를 차지한 남자 농구팀이 데뷔했다.

## 출전 선수
| 종목           | 남자 | 여자 | 전체 |
| -------------- | ---- | ---- | ---- |
| 골프           | 0    | 1    | 1    |
| 농구           | 12   | 0    | 12   |
| 사격           | 0    | 1    | 1    |
| 사이클         | 4    | 2    | 6    |
| 수영           | 1    | 3    | 4    |
| 스포츠클라이밍 | 0    | 2    | 2    |
| 양궁           | 1    | 0    | 1    |
| 요트           | 1    | 2    | 3    |
| 유도           | 1    | 4    | 5    |
| 육상           | 2    | 5    | 7    |
| 체조           | 0    | 1    | 1    |
| 카누           | 2    | 4    | 6    |
| 탁구           | 3    | 0    | 3    |
| 태권도         | 1    | 0    | 1    |
| 전체           | 28   | 25   | 53   |

## 같이 보기
- 올림픽 슬로베니아 선수단